# Andreas Sassen
Andreas „Andy“ Sassen (* 14. Januar 1968 in Essen; † 17. Oktober 2004 ebenda) war ein deutscher Fußballspieler.

## Karriere
Andreas Sassen begann bei Schwarz-Weiß Essen mit dem Fußballspielen im Verein. Am 20. November 1990 wechselte er zu Bayer 05 Uerdingen, wobei er erst als Vertragsamateur verpflichtet wurde. In der Saison 1990/91 debütierte Sassen in der 1. Bundesliga. Für die Krefelder bestritt er 66 Meisterschaftsbegegnungen, in denen er 12 Treffer erzielte. Davon waren 35 Spiele (5 Tore) in der 1. Bundesliga und 31 Spiele (7 Tore) in der 2. Bundesliga.
Im Jahr 1993 unterschrieb Andreas Sassen einen Vertrag beim norddeutschen Traditionsverein Hamburger SV, bei dem er bis November 1994 spielte. Der große Durchbruch gelang ihm jedoch bei den Rothosen (38 Bundesligaspiele/1 Tor) nicht. In der Spielzeit 1993/94 gehörte er zum Stammpersonal der Hamburger, jedoch schon in der Saison darauf ließ der HSV den Mittelfeldspieler für eine Ablösesumme von 700.000 D-Mark nach Dresden ziehen. Er bestritt sechs Partien (kein Tor) in der Saison 1994/95 für Dynamo Dresden, der als Letzter der 1. Bundesliga aus dem Oberhaus absteigen musste, und sich nach dem Entzug der Lizenz für die 2. Bundesliga in der Regionalliga wiederfand.
Sassen versuchte sein Glück in der Ukraine bei Dnipro Dnipropetrowsk. Er agierte in der höchsten ukrainischen Liga für das Team aus Dnipropetrowsk in elf Begegnungen (kein Tor). In der Saison 1995/96 war er letztmals im deutschen Profifußball aktiv. Für die SG Wattenscheid 09 absolvierte er zehn Spiele in der 2. Bundesliga, in denen Sassen einmal ins gegnerische Tor traf. Im Februar 1996 verschwand er während des in Portugal abgehaltenen Trainingslagers der Wattenscheider spurlos. Laut Medien war er mit der Bedienung eines Lokals durchgebrannt. Von der SG Wattenscheid 09 wurde Sassen fristlos entlassen. Später spielte der Mittelfeldmann noch kurz bei seinem Stammverein Schwarz-Weiß Essen im Amateurbereich, bevor seine Karriere aufgrund der Probleme abseits des Feldes endete. Insgesamt bestritt er 79 Spiele (6 Tore) in der 1. Bundesliga und 41 Partien (8 Treffer) in der 2. Liga.

## Tod
In den letzten Jahren seines Lebens war Sassen als Hilfsgärtner beim Grünflächenamt der Stadt Essen beschäftigt. Er starb mit 36 Jahren an einem Schlaganfall.

## Rezeption
Sassen galt als eines der größten Talente im deutschen Fußball, hatte aber erhebliche Alkoholprobleme, die ihn nicht nur mehrfach den Führerschein kosteten, sondern auch mehrfach zur Auflösung seines Arbeitsvertrages führten. Im Oktober 1993 belegte ihn der Hamburger SV wegen vereinsschädigenden Verhaltens mit einer Geldstrafe von 12.500 D-Mark. Sassen war nach einem Zechgelage mit einem Taxifahrer aneinandergeraten.